# Augusto Castrucci
Augusto Castrucci (Pisa, 1º gennaio 1872 – Milano, 27 febbraio 1952) è stato un sindacalista italiano e un macchinista ferroviario.

## Biografia
Si avvicina da giovane alle idee anarchiche e nel 1893 entra in ferrovia. Nel 1897 aderisce alla Lega Ferrovieri, il primo organismo sindacale di categoria. Dopo la fondazione del Sindacato Ferrovieri Italiani, è fondatore del giornale IN MARCIA!, nel 1908,  bandiera dei macchinisti nelle dure lotte di inizio secolo fino all'avvento del fascismo, di cui diventa direttore. Le lotte portate avanti da Castrucci e dal giornale diedero spessore organizzativo e politico alla categoria dei macchinisti.
A Pisa nel 1922 i fascisti gli bruciano la casa e lo minacciano di morte. Costretto a trasferirsi a Milano l'anno successivo viene esonerato dal servizio. Mantiene comunque la direzione di "In Marcia!" fino a che gli verrà imposto, nel 1926, di cessarne la pubblicazione.
Durante il fascismo subisce denunce, fermi, arresti, persecuzioni.
Caduto il fascismo riprese il proprio posto nel sindacato di categoria, diventandone poi Segretario generale onorario e ricostruendo il suo giornale "IN MARCIA!".
Muore a Milano all'età di 80 anni.
Oggi c'è un'associazione chiamata "Augusto Castrucci Onlus" di cui il presidente è Ezio Gallori

## Fonti
- https://web.archive.org/web/20120202170946/http://www.ancorainmarcia.it/aim/storia/i%20grandi%20macchinisti.htm - sito della rivista dei macchinisti FS "Ancora in marcia"
- Mario Fratesi, MACCHINISTA FERROVIERE I cento anni della rivista "In Marcia!", Firenze 2008.

## Galleria d'immagini

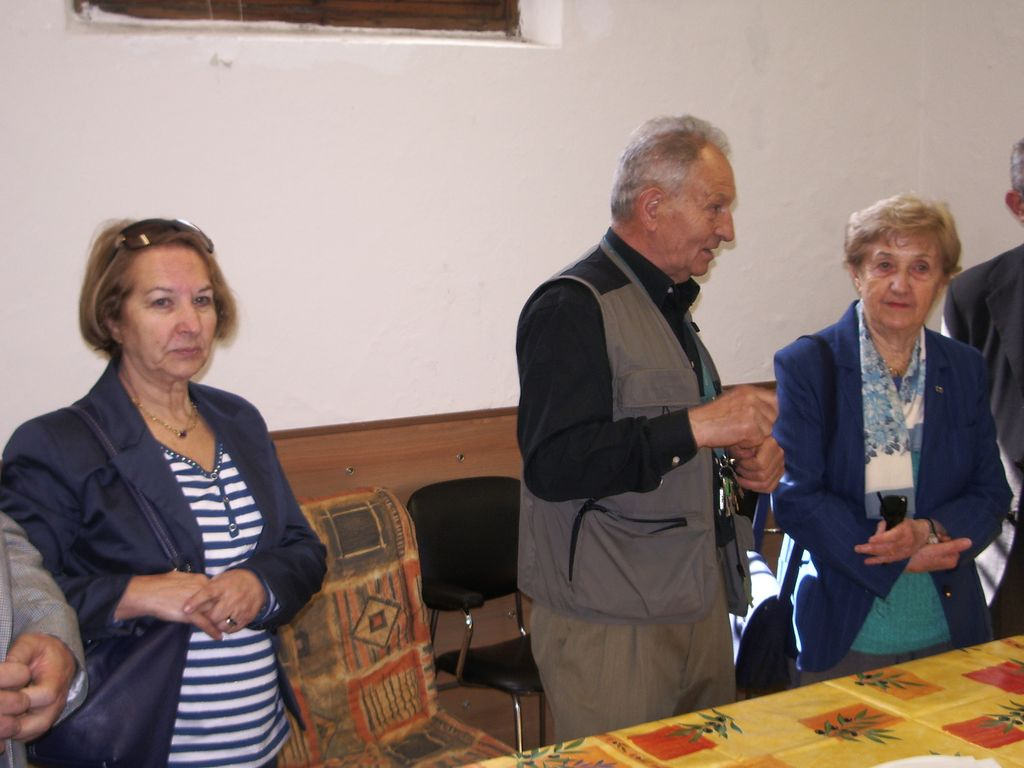
Ezio Gallori con le nipoti di Castrucci
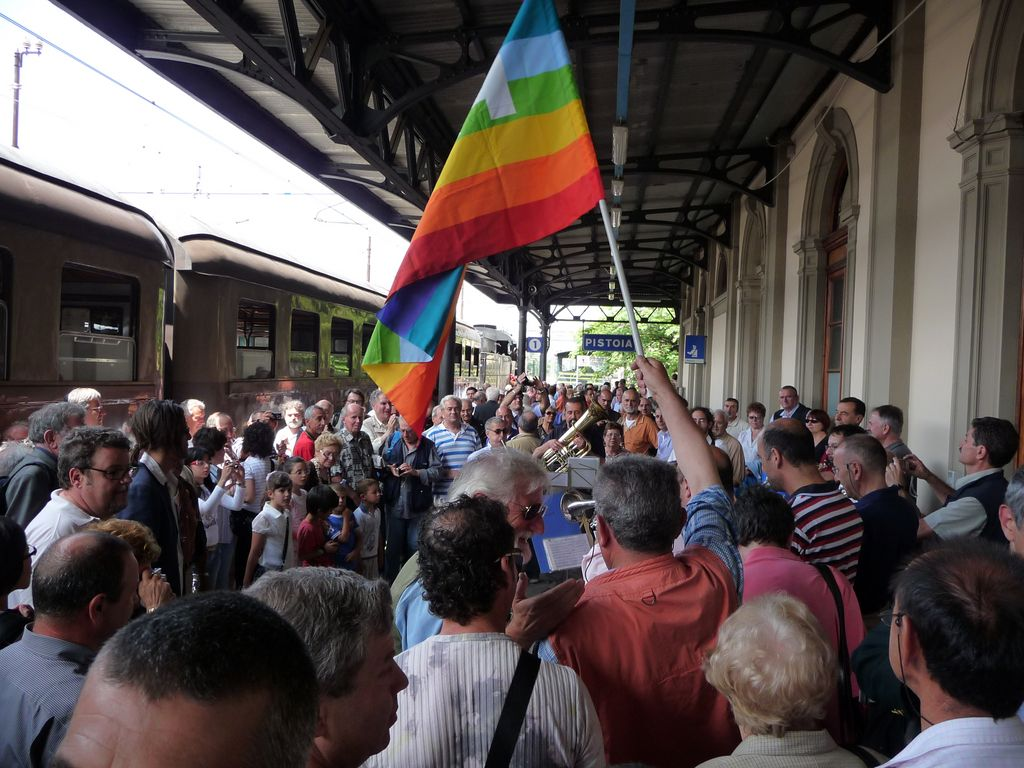
Macchinisti festeggiano 100 anni di IN MARCIA
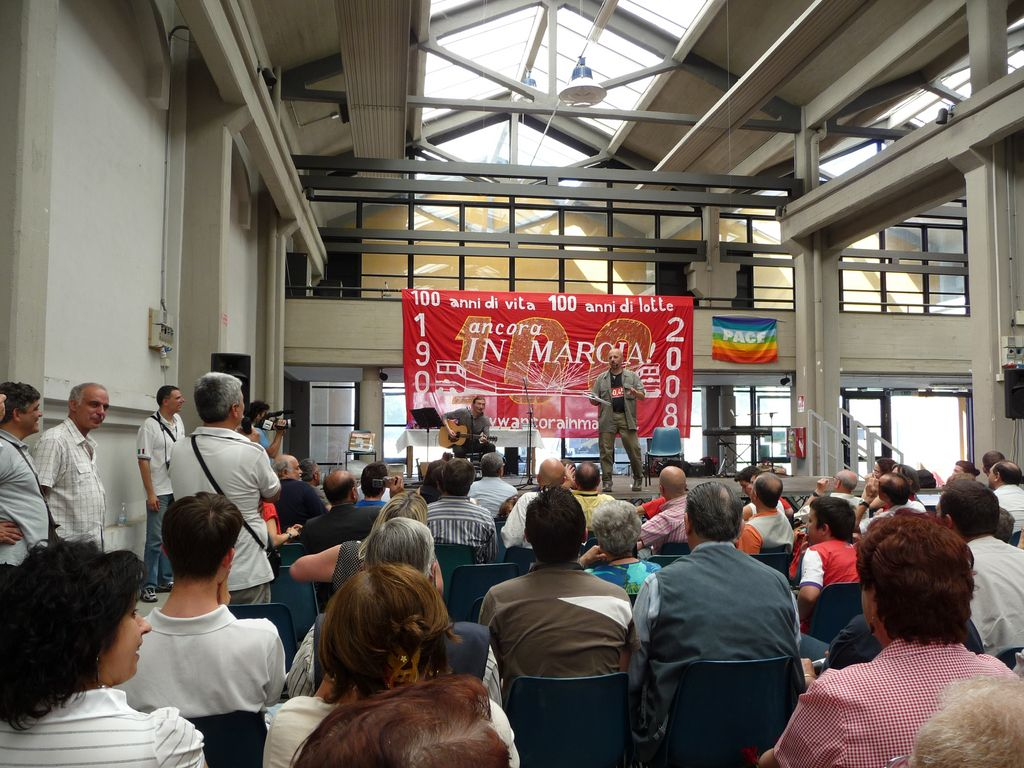
Macchinisti festeggiano 100 di IN MARCIA
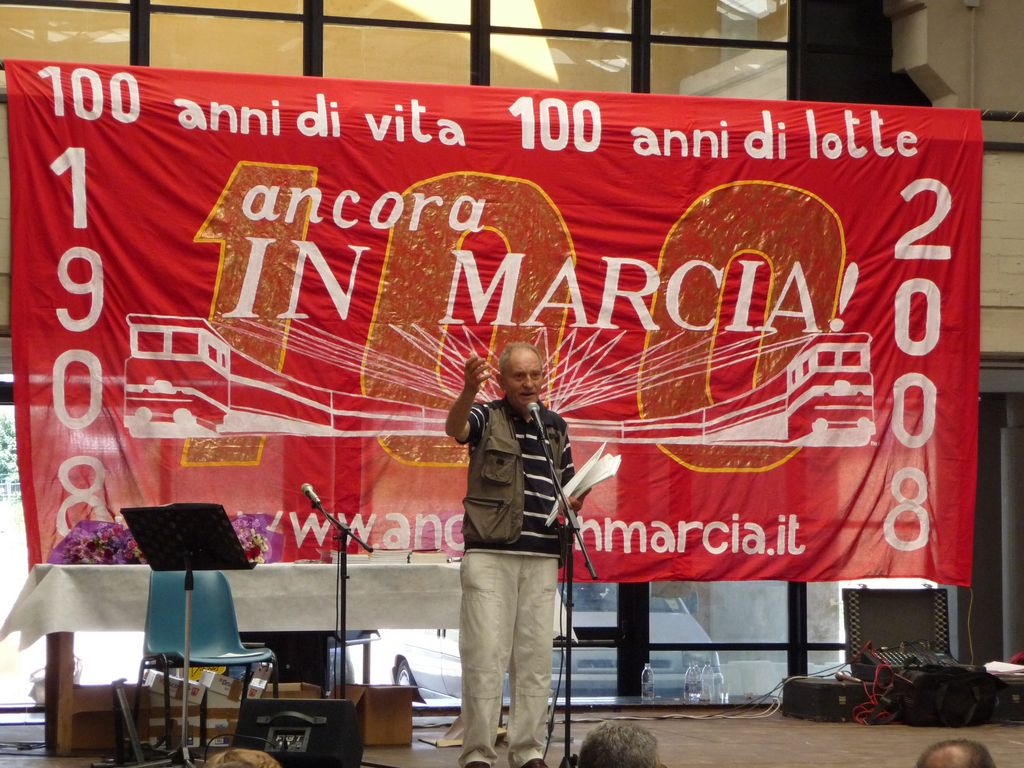
Gallori ai festeggiamenti dei 100 anni di IN MARCIA
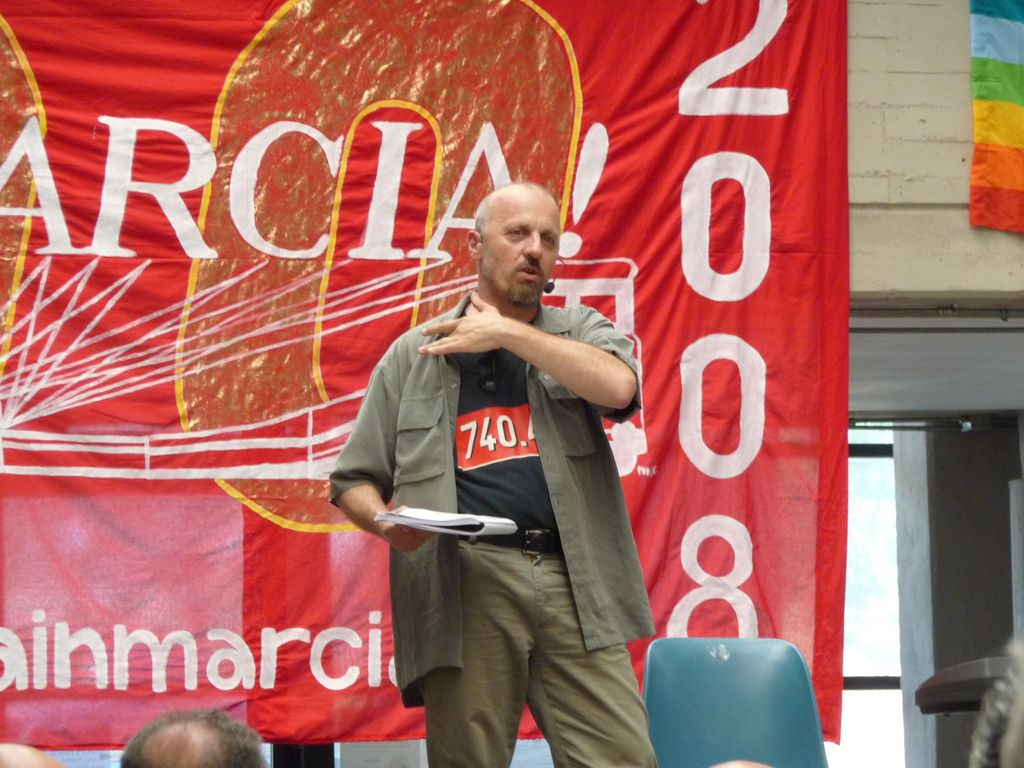
Paolini ai festeggiamenti dei 100 anni di IN MARCIA

| Controllo di autorità | VIAF (EN) 43700177 · ISNI (EN) 0000 0000 3583 1569 · LCCN (EN) n2004147412 |